# Гелбіорі
Гелбіорі (рум. Gălbiori) — село у повіті Констанца в Румунії. Входить до складу комуни Круча.
Село розташоване на відстані 171 км на схід від Бухареста, 46 км на північний захід від Констанци, 105 км на південь від Галаца.

## Населення
За даними перепису населення 2002 року у селі проживали 332 особи, з них 331 особа (99,7%) румунів. Рідною мовою 331 особа (99,7%) назвала румунську.